# Ian Howard Marshall
Ian Howard Marshall, oft I. Howard Marshall geschrieben (* 12. Januar 1934; † 12. Dezember 2015), war ein methodistischer Theologe. Er war Professor für neutestamentliche Exegese an der Universität Aberdeen, Schottland. Er war Vorsitzender der Tyndale Fellowship für biblische und theologische Forschung und der Fellowship of European Evangelical Theologians (FEET). Außerdem war er Präsident der British New Testament Society. Er ist Autor zahlreicher Veröffentlichungen, einschließlich des Buches New Testament Theology, das 2005 mit dem Gold Medallion Book Award ausgezeichnet wurde.

## Akademische Laufbahn
Marshall war Assistent in Bristol (1960–62), danach Methodistenprediger in Darlington (1962–64), danach Lektor an der Universität von Aberdeen (1964–77). Anschließend war er „reader“ (1977–79) und Professor (1979–99), danach Honorarprofessor.
An der „Faculty of Divinity“ war er Dekan (1981–84) und „head“ der Abteilung für „Divinity with Religious Studies“ (1996–98).

## Schwerpunkte seiner Forschung
Marshalls Hauptinteresse galt dem Lukasevangelium, der Apostelgeschichte, den Pastoralbriefen und einigen Aspekten der neutestamentlichen Theologie. Er befasste sich mit dem lukanischen Doppelwerk als historischem und theologischem Werk. Er arbeitete an einer Einführung zum Neuen Testament für Studierende mit und gab eine überarbeitete Fassung der Konkordanz des Griechischen Neuen Testaments von Moulton und Geden heraus, so dass sie zusammen mit den heute üblichen Ausgaben des Greek New Testament aber auch mit älteren Ausgaben verwendet werden kann.

## Akademische Grade
- Honorary Doctor of Divinity (DD), Asbury (1996)
- Master of Arts (MA), Bachelor of Divinity (BD), & Ph.D., Universität Aberdeen
- Bachelor of Arts (BA), Cambridge University

## Persönliches
Marshall war mit Maureen Wing Sheung Yeung verheiratet, Präsidentin des Evangel Seminary in Hongkong.

## Werke
- Kept by the Power of God, Carlisle 1995 (originally Epworth, 1969; Bethany, 1975).
- Luke: Historian and Theologian, Paternoster Press: Exeter 1970, 1989.
- New Testament Interpretation (Hrsg.), Paternoster Press: Exeter, 1977, 1979.
- The Gospel of Luke, in: New International Greek Testament Commentary (NIGTC), Paternoster Press: Exeter 1978.
- I believe in the historical Jesus, Hodder & Stoughton: London 1977.
- The Epistles of John (NICNT), Eerdmans: Grand Rapids 1978.
- Acts (TNTC), IVP: Leicester 1980.
- Last Supper and Lord’s Supper, Paternoster Press: Exeter 1980.
- 1 and 2 Thessalonians (NCB), Eerdmans: Grand Rapids 1983.
- Jesus the Saviour: Studies in New Testament Theology, SPCK/Downers Grove: IVP London 1990.
- 1 Peter (IVP Commentary Series), IVP: Leicester 1991.
- The Acts of the Apostles (Sheffield NT Guides), Sheffield 1992.
- The Epistle to the Philippians (Epworth Commentaries), Epworth Press: London 1992.
- (mit K. P. Donfried): The Theology of the Shorter Pauline Letters, Cambridge University Press, 1993.
- mit D. Peterson (Hrsg.): Witness to the Gospel: The Theology of the Book of Acts, Grand Rapids 1998.
- (in Zusammenarbeit mit Philip H. Towner): A Critical and Exegetical Commentary on The Pastoral Epistles (International Critical Commentary), T&T Clark: Edinburgh 1999.
- Concordance to the Greek New Testament (6. rev. Ausgabe), T&T Clark: London 2002.
- (mit S. Travis und I. Paul): Exploring the New Testament, Bd. 2., London 2002.
- Beyond the Bible: Moving from Scripture to Theology (mit Essays von Kevin J. Vanhoozer und Stanley E. Porter) Baker Academic: Grand Rapids 2004.
- New Testament Theology: Many Witnesses, One Gospel, Inter-Varsity Press: Downers Grove/Leicester 2004.
- Aspects of the Atonement. 2007.
- A Concise New Testament Theology. 2008.